# Институт программной инженерии
Институт программной инженерии Карнеги-Меллон (англ. Software Engineering Institute, SEI) - американский финансируемый из федерального бюджета научно-исследовательский центр со штаб-квартирой в Питтсбурге, штат Пенсильвания, США. Основан в 1984 году при поддержке Министерства обороны США и заместителя Министра обороны США по вопросам научно-исследовательской работы под управлением Университета Карнеги — Меллона. Ведет деятельность в сфере кибербезопасности, обеспечения качества программного обеспечения, программной инженерии, приобретении ПО, и других аспектов, имеющих решающее значение для Министерства обороны США.

## Статус
Институт программной инженерии Карнеги-Меллон - финансируемый из федерального бюджета научно-исследовательский центр со штаб-квартирой в кампусе университета Карнеги-Меллона в Питтсбурге, штат Пенсильвания, США. SEI также имеет представительства в Вашингтоне и Лос-Анджелесе, Калифорния. SEI в основном финансируется на средства Министерства обороны США. SEI также работает в тесном сотрудничестве с промышленностью и академическим сообществом посредством проведения совместных исследований.
14 ноября 1984 года, Министерство обороны США выбрало университет Карнеги-Меллона как "хозяйствующую" организацию для Института программной инженерии. Институт основан с первоначальным выделением $6 млн. и еще $97 млн., которые должны были выделяться в последующие пять лет. Контракт SEI с Министерством обороны подлежит пересмотру и обновлению каждые пять лет.
Программа работ SEI ведется в нескольких основных сферах: кибербезопасность, проверка качества программного обеспечения, программная инженерия, приобретение ПО, и другие аспекты , имеющие решающее значение для Министерства обороны США.

## Направления работы
SEI определяет конкретные инициативы, направленные на совершенствование возможностей программного обеспечения организаций.

### Методы управления
Организации должны эффективно управлять  разработкой и эволюцией программно-интенсивных систем. Успехи в области методов управления разработкой программного обеспечения помогают организациям прогнозировать и контролировать качество, график, затраты, время циклов и производительность. Самым известным примером работы SEI над методами управления является  модель полноты потенциала (CMM) для программного обеспечения (CMMI). Подход CMMI состоит из моделей, методов оценки и учебных курсов, которые для которых доказали улучшение производительности процессов. В 2006 году, в CMMI Product Suite версии 1.2 включили CMMI for Development. Также есть CMMI for Acquisition и CMMI for Services. Другой метод управления, разработанный CERT, которая является частью SEI, является  Resilience Management Model (CERT-RMM). RMM версии 1.0 была выпущена в мае 2010 года.

### Методы разработки
Работа SEI в методах инженерии расширяет возможности инженеров в анализе, прогнозировании и управлении выбранными функциональными и нефункциональными свойствами программных систем. Ключевые инструменты и методы SEI включаю SEI Architecture Tradeoff Analysis Method (ATAM), SEI Framework for Software Product Line Practice и SEI Service Migration and Reuse Technique (SMART).